# Zanclopteryx venata
Zanclopteryx venata là một loài bướm đêm trong họ Geometridae.